# Pepe Dominguín
José Gonzalez Lucas couramment appelé « Pepe Dominguín » né à Madrid, le 15 mars 1921, mort à Madrid le 6 juillet 2003, était un matador espagnol.

## Présentation
Pepe Dominguín est l'un des trois fils de Domingo Dominguín. Frère aîné de Luis Miguel Dominguín dans l'ombre duquel il restera le plus souvent, il n'est jamais devenu une « figura », malgré ses qualités dans l'aguante. Excellent banderillero, il gâchait son toreo par une nervosité qui le mettait fréquemment en danger. Comme il toréait souvent en « pareja » avec son frère, on attendait le moment où Pepe serait en difficulté, et où Luis Miguel viendrait le tirer de ce mauvais pas « Cela valait la peine d'assister à un début de débâcle de Pepe. » (Les spectacles de « pareja » sont une forme de mano a mano où les matadors participent par paire au même spectacle.) 
Dans le sillage de son célèbre frère, Pepe a participé à un grand nombre de corridas, mais il s'est retiré des arènes relativement tôt pour se consacrer aux affaires familiales.

## Carrière
- Alternative le 14 mai 1944 à Madrid, avec, comme parrain Antonio Bienvenida, et comme témoin Morenito de Talavera, face au taureau Berreón, de la ganadería Joaquín Buendía[1].